# Agapetus limsusan
Agapetus limsusan är en nattsländeart som beskrevs av Olah 1993. Agapetus limsusan ingår i släktet Agapetus och familjen stenhusnattsländor. Inga underarter finns listade i Catalogue of Life.